# Dikrella
Dikrella är ett släkte av insekter. Dikrella ingår i familjen dvärgstritar.

## Dottertaxa tillDikrella, i alfabetisk ordning[1]
- Dikrella aegra
- Dikrella affinis
- Dikrella albidula
- Dikrella albonasa
- Dikrella angustella
- Dikrella aureocosta
- Dikrella avicula
- Dikrella bimaculata
- Dikrella californica
- Dikrella cedrelae
- Dikrella cockerellii
- Dikrella crocea
- Dikrella cruentata
- Dikrella debilis
- Dikrella dentata
- Dikrella duplica
- Dikrella eburnea
- Dikrella exila
- Dikrella fumida
- Dikrella gilva
- Dikrella gossypii
- Dikrella hamar
- Dikrella lurida
- Dikrella maculata
- Dikrella mella
- Dikrella mera
- Dikrella nigrinota
- Dikrella opala
- Dikrella pusilla
- Dikrella readionis
- Dikrella rubralineata
- Dikrella rubranota
- Dikrella rubrapuncta
- Dikrella scarlatina
- Dikrella scinda
- Dikrella unica
- Dikrella venella